# Baby! Baby! Baby!
《Baby! Baby! Baby!》是日本女子偶像團體AKB48的第9張主要單曲作品，於2008年2月至10月發行。由於在發行當時AKB48正處於代理唱片公司合約轉移的狀態，在沒有發片商的情況下改以數位下載的方式發行，而成為該團體第一張數位下載曲。完整的單曲是自2008年6月13日開始供人網上下載，但在6月1日時就已搶先推出部分的試播影片提供下載。中心成員由前田敦子擔當。

## 簡介
2010年時AKB48推出的第二張精選專輯《神曲集》（神曲たち）收錄了該單曲，但因製作時點不同參與演唱的成員名單有變化，單曲名稱也稍作修改而變成《Baby! Baby! Baby! Baby!》，是此單曲第一次以實體唱片的方式推出。該單曲的附屬影片作品《Baby! Baby! Baby! 錄影片段收藏集DVD》（Baby! Baby! Baby! ビデオクリップコレクションDVD）也一同於本條目中介紹。
NTT DoCoMo的i-mode和Napster的限定配信曲。
到第8張單曲為止發售AKB48主要的唱片由DefSTAR Records，本作是影音獨立製作人從第2張單曲《裙襬飄飄》以來由AKS發售的作品（配信）。
2008年6月1日由Music&Video頻道在「AKB48公式頻道」發放Making影像和PV等配信。
封面写真有2種，初期的封面選抜成員是大島麻衣、小嶋陽菜、篠田麻里子、渡邊麻友和前田敦子5人。
選拔人數是前作20名不變。川崎、大堀2人第一次入選，中西是第5張單曲《我的太陽》以來和梅田在《想見你》以來的選抜復歸，另一方面是前作的選拔成員成田梨紗、松原夏海、多田愛佳和平嶋夏海落選。

## 下載曲與下載網站

### AKB48 Mobile（FOMA）
1. 《Baby! Baby! Baby!》
（作詞：秋元康 作曲：上杉洋史 編曲：CHOKKAKU）
PV的創意總監為小山田彰男，導演為森祐樹。服裝（攝影棚內片段）的概念，是源自1960年代的復古服裝風格[1]。至於游泳池畔的室外片段，是在東京都江東區東陽的「東京East 21」花園游泳池實地取景。
2. 《Baby! Baby! Baby!》（主奏橋段版）
3. 《Baby! Baby! Baby!》（間奏版）

### Napster
1. 《Baby! Baby! Baby!》
  - 6月份綜合下載排行榜第47名
  - 6月份日語歌曲、J-Pop歌曲下載排行榜第1名
2. 《Baby! Baby! Baby!》～熱情祈禱版～（Baby! Baby! Baby! ～情熱の祈りバージョン～）
（作詞：秋元康；作曲：上杉洋史；編曲：野中“MASA”雄一）
  - 6月份綜合下載排行榜第98名
  - 6月份日語歌曲、J-Pop歌曲下載排行榜第4名
3. 《不要讓夢想死去》（夢を死なせるわけにいかない）
（作詞：秋元康；作曲：Shusui；編曲：景家淳）
向日葵組2nd公演「不要讓夢想死去」的歌目
  - 演唱成員：秋元才加、板野友美、大島麻衣、大島優子、小野惠令奈、河西智美、小嶋陽菜、佐藤夏希、佐藤由加理、篠田麻里子、高橋南、野呂佳代、前田敦子、增田有華、峯岸南、宮澤佐江
  - 6月份綜合下載排行榜第50名
  - 6月份日語歌曲、J-Pop歌曲下載排行榜第2名
4. 《初日》
（作詞：秋元康；作曲：岡田實音；編曲：市川裕一）
teamB 3rd Stage「睡衣兜风」（パジャマドライブ）公演的樂曲。
  - 井上奈瑠、浦野一美、多田愛佳、柏木由紀、片山陽加、菊地彩香、佐伯美香、早乙女美樹、田名部生來、仲川遙香、仲谷明香、野口玲菜、平嶋夏海、松岡由紀、米澤瑠美、渡邊麻友
  - 6月份日語歌曲、J-Pop歌曲下載排行榜第5名

### Napster tawaleco官方網站
1. 《Baby! Baby! Baby!》
2. 《Baby! Baby! Baby!》～追憶の太陽バージョン～
（編曲：萩田光雄）
  - 6月期總合DL2位
3. 《Baby! Baby! Baby》～Instrumental～

錄影片段
- 6月13日夜配信

1. 《Baby! Baby! Baby!》
2. 成員的特別版本
  - 板野、川崎、中西、峯岸、秋元、梅田、河西、宮澤、柏木、菊地

- 6月16日夜配信

1. 成員的特別版本
  - 大島、小嶋、佐藤由、篠田、高橋、前田、大島優、大堀、小野、渡邊

Making影像（AKB48頻道的配信同樣）
- 7月16日配信

1. 板野、峯岸、河西Making影像
2. 秋元、梅田、宮澤Making影像
3. 小嶋、前田、小野Making影像

- 7月18日配信

1. 柏木、菊地、渡邊Making影像（菊地解雇後配信）

- 7月25日配信

1. 高橋、中西、大島優Making影像

- 8月1日配信

1. 川崎、佐藤由、大堀Making影像

- 8月8日配信

1. 大島麻、篠田Making影像

- 8月15日配信

1. Team B劇場公演影像

- 8月22日配信

1. Team K劇場公演影像

1. 《Baby! Baby! Baby!》（介紹）※先行配信
2. 《Baby! Baby! Baby!》（AメロBメロver.）
3. 《Baby! Baby! Baby!》（サビver.）

## 選拔成員
團隊所屬情況均截止至發售時
（中央位置：前田敦子）
- Team A：板野友美、大島麻衣、川崎希、小嶋陽菜、佐藤由加理、篠田麻里子、高橋みなみ、中西里菜、前田敦子、峯岸みなみ
- Team K：秋元才加、梅田彩佳、大島優子、大堀惠、小野惠令奈、河西智美、宮澤佐江
- Team B：柏木由紀、菊地彩香、渡邊麻友

### 專輯用選抜成員
重新錄製後並把曲名變更為《Baby! Baby! Baby! Baby!》收錄在《神曲集》精選專輯中
團隊所屬情況用新體制表記
- Team A：倉持明日香、小嶋、篠田、高城亞樹、高橋、前田
- Team K：秋元、板野、梅田、大島、小野、菊地、峯岸、宮澤
- Team B：河西、柏木、北原里英、佐藤すみれ、宮崎美穗、渡邊

由北原、倉持、宮崎、高城以及佐藤堇五人代替原選拔成員中已經畢業的大島麻衣、川崎、佐藤由加理（SDN48）、中西以及大堀（SDN48）。

## AKB48頻道
- 毎週星期五供人網上下載，全11回。

| 開放下載日 | 內容                                                                            |
| ---------- | ------------------------------------------------------------------------------- |
| 6月6日     | - Making Introduction by 前田敦子                                               |
| 6月13日    | - 《Baby! Baby! Baby!》完整版音樂影片                                           |
| 6月20日    | - 板野友美、峯岸南、河西智美幕後影片 - 迷你短劇「名人 in 巴黎」（セレブ in パリ）             |
| 6月27日    | - 秋元才加、梅田彩佳、宮澤佐江幕後影片                                          |
| 7月4日     | - 小嶋陽菜、前田敦子、小野惠令奈幕後影片 - 迷你短劇「找到了照相機的原始人」（カメラを見つけた原始人） |
| 7月11日    | - 柏木由紀、菊地彩香、渡邊麻友幕後影片                                          |
| 7月18日    | - 高橋南、中西里菜、大島優子幕後影片 - 迷你短劇「性感秀」（セクシーSHOW）                   |
| 7月25日    | - 川崎希、佐藤由加理、大堀惠幕後影片                                            |
| 8月1日     | - 大島麻衣、篠田麻里子幕後影片                                                  |
| 8月8日     | - 《Baby! Baby! Baby!》Team B劇場公演影片                                       |
| 8月15日    | - 《Baby! Baby! Baby!》Team K劇場公演影片                                       |

迷你短片製作群：
- 「名人 in 巴黎」（由成員們扮演比實際年齡還大、在巴黎的路邊喝下午茶的貴婦，約30秒長度的短劇）
  - 導演兼主演：峯岸南
  - 攝影師兼主演：前田敦子
  - 演出：板野友美
- 「找到了照相機的原始人」
  - 主演：小野惠令奈
- 「性感SHOW」
  - 導演：高橋南
  - 演出：大島優子、大堀惠（第一部）；中西里菜、川崎希、佐藤由加理（第二部）

## 《Baby! Baby! Baby!》 錄影片段收藏DVD
- 發售公司是AKS。2008年8月30日發售[2]。

### 收錄內容
《Baby! Baby! Baby!》Video Clip Collection version PINK
- Napster tawaleco公式配信依成員的錄影片段和原作版PV

《Baby! Baby! Baby!》Video Clip Collection version BLUE
- AKB48頻道配信依成員的Making影像

《Baby! Baby! Baby!》Video Clip Collection version GREEN
- 各Team的公演影像・TVCM等都有收錄

《Baby! Baby! Baby!》Video Clip Box Set
- 上述3張DVD組合

## 音樂合作
| 曲名              | 音樂合作                                                                            |
| ----------------- | ----------------------------------------------------------------------------------- |
| Baby! Baby! Baby! | - TBS系『アッコにおまかせ!』片尾曲 - CS『AKB48神TV』・『AKB48ネ申TV Special』開頭曲 |

## 翻唱
《Baby! Baby! Baby!》曾被AKB48首個日本國外的姊妹組合——JKT48翻唱成印尼語版本，名為《Baby! Baby! Baby!》。JKT48於2012年8月24-26日的東京巨蛋演唱會活動上演唱這首歌;並收綠在JKT48出道的第一隻唱片中.